# Homerusbuurt
De Homerusbuurt is een onderdeel van de Rotterdamse wijk Lombardijen in het stadsdeel IJsselmonde. De Homerusbuurt ligt in het zuidoostelijk deel van Lombardijen en wordt begrensd door de Spinozaweg in het noorden, de Homerusstraat in het oosten en de Pascalweg in het zuidwesten. De Homerusbuurt ontleent zijn naam aan de Griekse dichter Homerus.

## Wijkvernieuwing
Com·wonen, de grootste huisbaas in de buurt heeft een groot nieuwbouwproject in gang gezet. In het oostelijk deel van de buurt, in het gebied bekend onder de naam complex 207, zijn vanaf maart 2007 zeven flats gesloopt en rond augustus 2008 is de sloop van overige vijf flat afgerond. De galerijwoningen aan de Homerusstraat en Dantestraat bestonden uit vier woonlagen en circa 42 woningen.
Medio 2008 en najaar moeten de nieuwbouwwerkzaamheden worden gestart wat moet resulteren in 194 eengezinswoningen met eigen tuin of dakterras. Dit plan staat bekend onder de naam Het Mooie Plan 
Naast complex 207 bestaat het plan om op de plaats van de huidige Petrakerk een woontoren, de "Petratoren", te bouwen met 64 koopappartementen. In de nieuwbouw wordt het huidige kerkelijk centrum op de begande grond geïntegreerd.
Ten slotte heeft Com·wonen een bouwplan ingediend voor een educatief centrum op de hoek van de Dantestraat en de Catullusweg, grenzend aan de groenstrook van het Lange Pad. Deze nieuwbouw moet gaan bestaan uit de basisschool de Catamaran inclusief kinderopvang en naschoolse activiteiten, een e-centrum, de bibliotheek en lesruimtes. Het centrum wordt gecombineerd met een woontoren, bestaande uit 48 huurappartementen, en wordt 47 meter hoog.

## Algemene instanties en winkels
Algemene instanties zijn:
- Buurthuis De Kameleon
- Wijkaccommodatie Lombardijen
- Bibliotheek Lombardijen
- Openbare basisschool De Catamaran
- Protestants-christelijke basisschool Het Open Venster
- Peuterspeelzalen Piggelmee
- Kinderdagverblijf Kiekeboe
- Peuterspeelzaal Drempeltje
- Buitenschoolse opvang Dwarsfluitertjes/Tambourijntjes
- Gymlokalen Catullusweg
- Speeltuin Pascal
- Petrakerk

De Pliniusstraat vormt de enige winkelstraat en heeft een supermarkt, een groenteboer, een Turkse bakker, een kinderkleding/cadeauwinkel, een kapper, een vegetarische Chinees (eigenlijk Koreaan), een slager en een snackbar.

## Straatnamen
De straten in de Homerusbuurt zijn genoemd naar schrijvers en dichters uit:
- de Romeinse/Latijnse oudheid: Aristo, Catullus, Cicero, Horatius, Livius, Ovidius, Plautus, Plinius, Tacitus, Tibullus, Terentius, Vergilius,
- de Griekse oudheid: Homerus, Menander, Sappho, Solon, Sophocles,
- de middeleeuwen:
  - Italië: Dante, Goldoni, Leopardi, Petrarca, Tasso,
  - Spanje: Cervantes, Lorca,
  - Nederland: Thomas a Kempis,
- Italiaanse schrijvers uit de negentiende en twintigste eeuw:
  - Primo Levi, Alberto Moravia, Carlo Collodi, Luigi Pirandello

Beverwaard

Groot-IJsselmonde:
De Veranda ·
Groenenhagen-Tuinenhoven ·
Hordijkerveld ·
Kreekhuizen ·
Reyeroord ·
Sportdorp ·
Zomerland

Lombardijen:
Homerusbuurt ·
Karl Marxbuurt ·
Molièrebuurt ·
Smeetsland ·
Zenobuurt

Oud-IJsselmonde
Rotterdam Centrum ·
Rotterdam-Noord ·
Rotterdam-Oost ·
Rotterdam-West ·
Rotterdam-Zuid ·
110-Morgen ·
Afrikaanderwijk ·
Agniesebuurt ·
Bergpolder ·
Beverwaard ·
Blijdorp ·
Blijdorpse polder ·
Bloemhof ·
Boomgaardshoek ·
Bospolder-Tussendijken ·
CS-kwartier ·
Carnisserbuurt ·
Cool ·
Crooswijk ·
De Esch ·
De Veranda ·
Delfshaven ·
Delfshaven-Schiemond ·
Dijkzigt ·
Feijenoord ·
Gadering ·
Groenenhagen-Tuinenhoven ·
Groot-IJsselmonde ·
Heijplaat ·
Het Lage Land ·
Hillegersberg ·
Hillesluis ·
Homerusbuurt ·
Hordijkerveld ·
Kandelaar ·
Karl Marxbuurt ·
Katendrecht ·
Kiefhoek ·
Kleinpolder ·
Kleiwegkwartier ·
Kop van Zuid ·
Kralingen ·
Kralingse Veer ·
Kreekhuizen ·
Landzicht ·
Liskwartier ·
Lloydkwartier ·
Lombardijen ·
Meeuwenplaat ·
Middelland ·
Middengebied ·
Millinxbuurt ·
Molenlaankwartier ·
Molièrebuurt ·
Nesselande ·
Nieuw Engeland ·
Nieuw-Mathenesse ·
Nieuwe Westen ·
Nooddorp ·
Noordereiland ·
Ommoord ·
Oosterflank ·
Oud-Charlois ·
Oud-IJsselmonde ·
Oud-Mathenesse ·
Oude Noorden ·
Oude Westen ·
Oudeland ·
Overschie ·
Pendrecht ·
Prinsenland ·
Provenierswijk ·
Reyeroord ·
Rubroek ·
Sagenbuurt ·
Scheepvaartkwartier ·
Schiebroek ·
Schiemond ·
's-Gravenland ·
Smeetsland ·
Spaanse Polder ·
Spangen ·
Sportdorp ·
Stadsdriehoek ·
Struisenburg ·
Tarwewijk ·
Terbregge ·
Tussenwater ·
Varenbuurt ·
Vondelingenplaat ·
Vreewijk ·
Waalhaven ·
Westpunt ·
Wielewaal ·
Witte Dorp ·
Zalmplaat ·
Zenobuurt ·
Zestienhoven ·
Zevenkamp ·
Zomerland ·
Zuidwijk